# Edmundo Suárez de Trabanco
Edmundo Suárez de Trabanco (Baracaldo, Vizcaya, 22 de enero de 1916-Valencia, 14 de diciembre de 1978), conocido simplemente como Mundo, fue un futbolista y entrenador español. Delantero histórico del Valencia Club de Fútbol, al cual debe sus mayores logros y éxitos deportivos y del que es su máximo goleador histórico con 265 tantos —195 de ellos en Primera División— en 286 partidos, logró dos trofeos «pichichi» y es el undécimo máximo anotador del Campeonato de Liga.

## Trayectoria
Militó en varios equipos amateurs en su País Vasco natal y desde la Sociedad Deportiva Lejona fichó por el Athletic Club en 1935, poco antes del estallido de la Guerra Civil. Llegó a disputar un partido del campeonato vizcaíno ante el Baracaldo Football Club el 13 de octubre de ese mismo año. Al realizarse su incorporación en territorio republicano no fue considerada válida por el régimen franquista, por lo que al finalizar la guerra quedó libre. En 1939 el ejército franquista creó un equipo, el Recuperación de Levante, del que formaron parte diversos jugadores que habían batallado en la región militar de Levante, entre los que se encontraba Mundo. Este equipo fue elegido por el Valencia C. F. para disputar un encuentro amistoso después de la contienda y, tras el mismo, decidió fichar al jugador.
Mundo permaneció en el Valencia durante once temporadas, las comprendidas entre 1939-40 y 1949-50, en las que consiguió un promedio de 0,92 goles por partido. Gracias a ello logró el Trofeo Pichichi en las temporadas 1941-42 y 1942-43, con veintisiete y veintiocho goles respectivamente. Junto con Epi, Amadeo, Asensi y Gorostiza formó la delantera eléctrica, que transformó al Valencia en un equipo ganador. Tras una temporada en la que apenas disputó seis partidos, decidió salir del club valenciano para enrolarse en el C. D. Alcoyano, que también competía en la Primera División. Allí permaneció durante la temporada 1950-51, en la que anotó nueve goles en veintiún partidos.
Mediada la temporada 1963-64 se hizo cargo del Valencia en condición de entrenador sustituyendo a Pasieguito y el equipo acabó en la sexta posición. En la Copa de Ferias el Valencia perdió en la final contra el Real Zaragoza. La directiva del Valencia C. F. decidió que continuase en el cargo un año más y el equipo finalizó la Liga en cuarta posición. Al término de la campaña, fue sustituido por Sabino Barinaga; no obstante, Mundo retornó a su antiguo puesto una temporada después. En la temporada 1966-67 ganó la Copa del Generalísimo tras imponerse en la final al Athletic Club por 2-0. Su carrera como técnico del Valencia continuó hasta el 13 de octubre de 1968, momento en que fue destituido por los malos resultados.

## Selección nacional
Fue internacional con la selección española en tres ocasiones en las que anotó tres goles. Debutó el 28 de diciembre de 1941 ante Suiza y consiguió marcar dos tantos.

## Estadísticas

### Clubes
Datos actualizados a fin de carrera deportiva.
De 1933 a 1935 fue integrante de la Sociedad Deportiva Lejona, club entonces de la tercera categoría del fútbol vizcaíno denominada como Segunda Categoría Ordinaria, desconociéndose sus participaciones.
| Club           | Temporada     | Div.          | Liga  | Liga  | Copas | Copas | Regional    | Regional    | Total | Total | Media goleadora |
| Club           | Temporada     | Div.          | Part. | Goles | Part. | Goles | Part.       | Goles       | Part. | Goles | Media goleadora |
| -------------- | ------------- | ------------- | ----- | ----- | ----- | ----- | ----------- | ----------- | ----- | ----- | --------------- |
| Athletic Club  | 1935-36       | 1.ª           | —     | —     | —     | —     | 1           | —           | 1     | 0     | 0               |
| Valencia F. C. | 1939-40       | 1.ª           | 20    | 14    | 8     | 13    | 9           | 22          | 37    | 49    | 1.32            |
| Valencia F. C. | 1940-41       | 1.ª           | 21    | 22    | 11    | 11    | Inexistente | Inexistente | 32    | 33    | 1.03            |
| Valencia C. F. | 1941-42       | 1.ª           | 25    | 27    | 7     | 7     | Inexistente | Inexistente | 32    | 34    | 1.06            |
| Valencia C. F. | 1942-43       | 1.ª           | 22    | 23    | 7     | 4     | Inexistente | Inexistente | 29    | 27    | 0.93            |
| Valencia C. F. | 1943-44       | 1.ª           | 26    | 27    | 7     | 6     | Inexistente | Inexistente | 33    | 33    | 1.00            |
| Valencia C. F. | 1944-45       | 1.ª           | 21    | 17    | 9     | 10    | Inexistente | Inexistente | 30    | 27    | 0.90            |
| Valencia C. F. | 1945-46       | 1.ª           | 24    | 20    | 9     | 3     | Inexistente | Inexistente | 33    | 23    | 0.70            |
| Valencia C. F. | 1946-47       | 1.ª           | 10    | 10    | 3     | 1     | Inexistente | Inexistente | 13    | 11    | 0.85            |
| Valencia C. F. | 1947-48       | 1.ª           | 11    | 5     | 2     | —     | Inexistente | Inexistente | 13    | 5     | 0.38            |
| Valencia C. F. | 1948-49       | 1.ª           | 22    | 19    | 6     | 2     | Inexistente | Inexistente | 28    | 21    | 0.75            |
| Valencia C. F. | 1949-50       | 1.ª           | 6     | 2     | —     | —     | Inexistente | Inexistente | 6     | 2     | 0.33            |
| Total club     | Total club    | Total club    | 208   | 186   | 69    | 57    | 9           | 22          | 286   | 265   | 0.93            |
| C. D. Alcoyano | 1950-51       | 1.ª           | 21    | 9     | —     | —     | Inexistente | Inexistente | 21    | 9     | 0.43            |
| Total carrera  | Total carrera | Total carrera | 229   | 195   | 69    | 57    | 10          | 22          | 308   | 274   | 0.89            |
| 1. 2. 3. 4.    |               |               |       |       |       |       |             |             |       |       |                 |

### Como entrenador
| Club                         | País   | Año       |
| ---------------------------- | ------ | --------- |
| Hércules C. F.               | España | 1951-1952 |
| Real Zaragoza                | España | 1954-1956 |
| U. D. Lérida                 | España | 1956-1957 |
| Cultural y Deportiva Leonesa | España | 1957-1958 |
| Real Gijón                   | España | 1958-1959 |
| Real Zaragoza                | España | 1959-1960 |
| Barakaldo C. F.              | España | 1960-1961 |
| C. D. Mestalla               | España | 1962-1964 |
| Valencia C. F.               | España | 1964-1965 |
| C. D. Mestalla               | España | 1965-1966 |
| Valencia C. F.               | España | 1966-1968 |
| Real Murcia C. F.            | España | 1970      |
| Levante U. D.                | España | 1971      |

## Palmarés

### Como jugador

#### Campeonatos nacionales
| Título                | Club           | País   | Año  |
| --------------------- | -------------- | ------ | ---- |
| Copa del Generalísimo | Valencia C. F. | España | 1941 |
| Liga española         | Valencia C. F. | España | 1942 |
| Liga española         | Valencia C. F. | España | 1944 |
| Liga española         | Valencia C. F. | España | 1947 |
| Copa del Generalísimo | Valencia C. F. | España | 1949 |

#### Distinciones individuales
| Distinción      | Año  |
| --------------- | ---- |
| Trofeo Pichichi | 1942 |
| Trofeo Pichichi | 1944 |

### Como entrenador
| Título                | Club           | País   | Año  |
| --------------------- | -------------- | ------ | ---- |
| Copa del Generalísimo | Valencia C. F. | España | 1967 |